# Roland Bimo

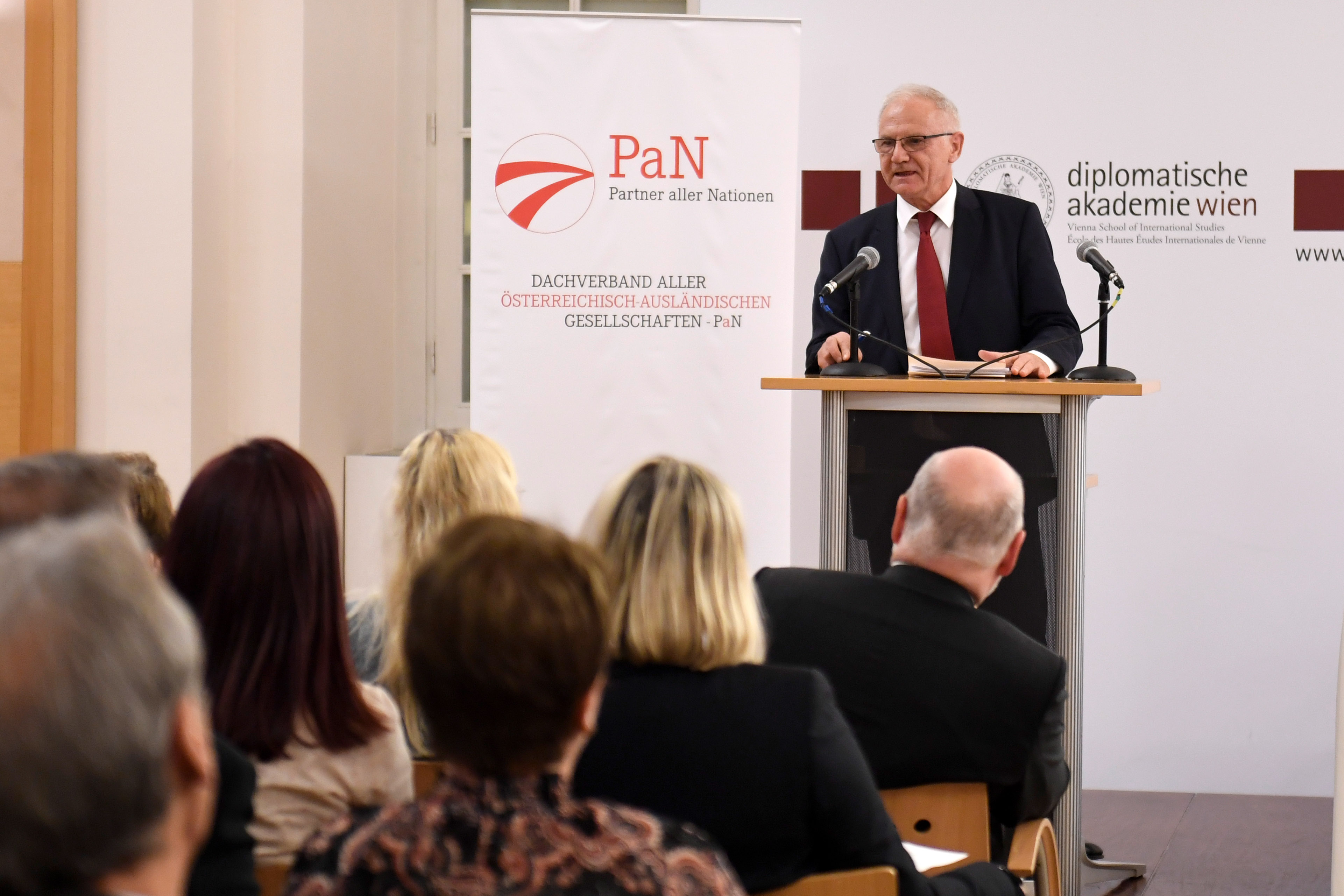
Roland Bimo (2018)

Roland Bimo (* 31. März 1954 in Tirana) ist ein albanischer Diplomat und seit 2014 Botschafter der Republik Albanien in Österreich.

## Ausbildung
Roland Bimo studierte an der Tsinghua-Universität in der Volksrepublik China. An der Fakultät für Elektrotechnik spezialisierte er sich im Bereich Informationstechnologie und erhielt dort ein Diplom.
Er verfügt über einen Master (Thesis: Europäische Sicherheitsarchitektur und die OSZE) der Universität Tirana, wo er auch promovierte (Thesis: Albanien und die neue Sicherheitsarchitektur). Dort hatte er an der Fakultät der Geschichts- und Philologiewissenschaft im Fachbereich Geschichte studiert.

## Berufliche Laufbahn
Zwischen 1978 und 1982 arbeitete Roland Bimo für die staatliche Ölgesellschaft in Albanien als Ingenieur. Er war auch im Institut für angewandte Mathematik der Akademie der Wissenschaften Albaniens beschäftigt sowie im Finanzministerium tätig.
Seit 1982 ist Bimo meist im diplomatischen Dienst tätig.
| Zeitraum  | Ort        | Institution                                                | Funktion                                               |
| --------- | ---------- | ---------------------------------------------------------- | ------------------------------------------------------ |
| 1982–1986 | Peking     | Albanische Botschaft in der Volksrepublik China            | 3. Sekretär für Presse und politische Angelegenheiten  |
| 1986–1990 | Warschau   | Albanische Botschaft in der Volksrepublik Polen            | 2. Sekretär für Presse und politische Angelegenheiten  |
| 1990–1992 | Tirana     | Albanisches Außenministerium                               | Direktor der Abteilung für Asien, Ozeanien und die USA |
| 1992–1994 | Washington | Albanische Botschaft in den Vereinigten Staaten            | Botschafter                                            |
| 1994–1997 | Budapest   | Albanische Botschaft in der Republik Ungarn                | Botschafter                                            |
| 1997–2002 | Wien       | Internationale Organisationen (OSZE, UNO etc.)             | Botschafter und ständiger Vertreter                    |
| 2002–2006 | Tirana     | Albanisches Außenministerium                               | Generalsekretär                                        |
| 2006–2009 | Den Haag   | Albanische Botschaft im Königreich der Niederlande         | Botschafter                                            |
| 2009–2010 | Brasília   | Albanische Botschaft in der Föderativen Republik Brasilien | Botschafter                                            |
| 2010–2012 | Tirana     | Albanisches Außenministerium                               | Direktor des nationalen Instituts für die Diaspora     |
| 2012–2013 | Tirana     | Sozialistische Partei Albaniens                            | Diplomatischer Berater des Parteivorsitzenden          |
| seit 2014 | Wien       | Albanische Botschaft in der Republik Österreich            | Botschafter                                            |

## Privates
Roland Bimo ist verheiratet und hat zwei Söhne. Er beherrscht die Sprachen Chinesisch, Englisch, Italienisch und Polnisch.